# Kotlina Nilu Białego
Kotlina Nilu Białego – rozległe obniżenie tektoniczne w Sudanie, między wyżynami Darfur i Kordofan od zachodu a Wyżyną Abisyńską od wschodu. Przepływa przez nią Nil Biały z dopływami.